# Traité de Gueorguievsk
Le traité de Georgievsk est un traité signé le 24 juillet 1783 entre l'Empire russe et Héraclius II de Géorgie, roi de Kartli-Kakhétie. 

## Contenu
Par cet acte, le royaume de Kartli-Kakhétie sort de la suzeraineté de la Perse pour devenir un protectorat de l'Empire russe, ce dernier devant garantir l'intégrité territoriale de la Kartli-Kakhétie contre le contrôle des affaires étrangères de ce pays, ainsi que la nécessité pour chaque nouveau monarque d'être investi par le tsar russe.